# Верещагинский район
Вереща́гинский райо́н — административный район Пермского края России. В границах района образован Верещагинский муниципальный округ. Административный центр — город Верещагино.

## География
Расположен на западной границе Пермского края с Удмуртией, отчего получил название «западных ворот Урала».
Территория района — 1618,93 км².
Природные ресурсы
Верещагинский район расположен на одном из северо-восточных отрогов Верхнекамской возвышенности, который в своей северной части смыкается с Оханской возвышенностью. Река Лысьва — приток реки Обвы, с юго-запада впадающая в Камское водохранилище, делит район примерно пополам на северную и южную части, образуя низменную долину. В целом территория района представляет собой всхолмлённую равнину с высотами не более 200—240 м над уровнем моря, повышающуюся к северо-западу до 300—310 м. Район не располагает значительными минеральными ресурсами. К его естественным богатствам следует отнести запасы известняка и мергеля.
Климат района умеренно континентальный с продолжительной снежной зимой и коротким, умеренно теплым летом. В целом климат района позволяет успешно развивать различные отрасли сельского хозяйства, в том числе и садоводство.
Главной водной артерией района является река Лысьва, принимающая на своём пути более 25 притоков, среди которых реки Сепыч, Вож, Игашор, Урак, Кузюва и др. Использование водных ресурсов связано, главным образом, со строительством и эксплуатацией плотин и созданием прудов.
Около одной трети территории занимают леса, основными древесными породами которых являются ель, пихта, осина, берёза. В подлеске встречается много черёмухи, рябины, жимолости, можжевельника. Богатством флоры района является разнотравье обширных лугов в бассейне реки Лысьва. Животный мир района типичен для Предуралья и представлен разнообразными видами животных (лось, медведь, дикий кабан, рысь, волк, лисица, белка и др.) и птиц. В границах района расположены 2 ботанических памятника природы (болото Постниковское и болото Путино) и природный лесопарк «Вознесенский бор».
Почвенный покров в районе представлен в основном дерново-подзолистыми почвами с небольшими вкраплениями других типов почв. Механический состав почв на 62 % глинистый и тяжелосуглинистый. Почвы малоокультуренные, имеют низкое плодородие — содержание гумуса, подвижного фосфора и обменного калия низкое. Особенности рельефа и тяжелый механический состав почв усложняют ведение сельскохозяйственного производства. Наличие эродированных и эрозионно-опасных земель требуют системного проведения противоэрозионных агротехнических мероприятий.

## История
По результатам первой подробной переписи всех населенных пунктов, проведенной в Прикамье в 1579 году на территории нынешнего Верещагинского района переписчиками не было указано ни одного сколько-нибудь значительного населенного пункта. Главная волна населения накатилась после 1666 года, она была связана с расколом русской православной церкви и жестоким преследованием сторонников старой веры.
В 1701 году Петр I, в дополнение к уже имеющимся, пожаловал баронам Строгановым обширные земельные пространства по рекам Обве, Иньве, Косе. Тогда территория будущего Верещагинского района и попала окончательно в состав Строгановской вотчины. в 1759 году Строгановы заложили в урочище реки Очёр железоделательный, а в 1819-м — листокатальный Павловский заводы.
К заводам оказались приписанными огромные лесные массивы (лесные дачи), где крепостные крестьяне заготавливали древесный уголь для металлургических кричных печей, а также варили смолу и дёготь.
Часть территории будущего Верещагинского района также входила в состав лесной дачи. Строгановы стремились к всемерному увеличению своих богатств, и на реке Лысьве началось строительство плотин для мукомольных мельниц. С постройкой мельниц закладывались новые деревни. Так возникла деревня Новый Посад (в старину поселения часто называли посадами), а деревню Лысьвенка, что стояла выше по течению реки, назвали Старым Посадом, и под этим наименованием она известна нам сейчас. В конце XVIII века в Новом Посаде была построена большая кирпичная православная церковь. После чего деревня получила статус села и новое наименование — Вознесенское.
Село Вознесенское до 1924 года было центром одноимённой и большой волости Оханского уезда Пермской губернии. В состав Вознесенской волости в дальнейшем входила Губановская земельная община, впоследствии ставшая территорией города Верещагино. Соседями Вознесенского волости были Сепычёвская, Путинская и старо-Путинская (Денисовская) волости.
В результате Земской реформы 1864 года были созданы губернские и уездные земские собрания и соответствующие им земские управы, ставшие органами местного самоуправления. таким образом, появление в наше время Земского собрания района — возврат к хорошо забытому старому способу решения местных проблем.
Несмотря на всю сложность развития, земское движение уже к концу 80-х годов XIX века активизировалось. Среди прочего, земские учреждения занимались развитием школьного дела. В нашем крае в эти годы открылись школы в Путино, Сепыче, Вознесенском.
В 1894 году Министерство путей сообщения приняло решение о строительстве Пермь-Котласской железной дороги. По первоначальному проекту прохождение трассы планировалось через Очер, где намечалось построить крупную станцию, вокзал и депо. Однако бюрократическая администрация Очерского завода не проявила заинтересованности в железной дороге. Их нежелание отдать земли графа Строганова под дорогу привело к тому, что магистраль от Перми после станции Шабуничи была направлена на север и пошла по «казённым землям».
В 24 километрах севернее Очера было намечено строительство крупной станции, которая в соответствии с первоначальным проектом некоторое время называлась Очерской.
В 1898 году здесь было построено деревянное одноэтажное здание вокзала, и эту дату принято считать временем основания будущего города Верещагино. в 1902 году было закончено четырёхлетнее строительство типового по тому времени паровозного депо (сейчас ПРМЗ самое крупное по численности работающих предприятие района).
Вскоре новая станция была названа Вознесенской по имени волостного центра. 30 апреля 1915 года станция Вознесенская была переименована в станцию Верещагино. 1 января 1924 года поселок Верещагино стал районным центром Верещагинского района. Взамен волостей район был разделен на сельсоветы. Статус города поселок Верещагино получил 19 июня 1942 года.
Важный этап — осуществление первого пятилетнего плана (1928—1932 гг.), активизировавшего рост и создание новых производительных сил на территории района. Начало 1990-х гг. знаменуется началом структурной перестройки экономики, связанной с переходом к рыночным отношениям.

## Население
| 2000    | 2002    | 2005    | 2006    | 2007    | 2008    | 2009    | 2010    | 2011    |
| ------- | ------- | ------- | ------- | ------- | ------- | ------- | ------- | ------- |
| 41 376  | ↗43 958 | ↘43 723 | ↘43 500 | ↘43 300 | ↗43 410 | ↗43 536 | ↘41 379 | ↘41 371 |
| 2012    | 2013    | 2014    | 2015    | 2016    | 2017    | 2018    | 2019    | 2020    |
| ↘41 123 | ↗41 392 | ↘41 145 | ↘40 859 | ↘40 643 | ↘40 270 | ↘39 723 | ↘39 180 | ↘38 572 |
| 2021    | 2023    |         |         |         |         |         |         |         |
| ↗39 250 | ↘39 102 |         |         |         |         |         |         |         |

Численность населения стабильна, динамика её в большей степени определяется механическим движением, нежели естественным. Так, с 1977 по 1983 годы из района выехало 5,3 тыс. чел., в том числе 4,1 тыс. горожан и 1,7 тыс. селян, в последующие годы миграционный поток из района существенно сократился.

### Урбанизация
В городских условиях (город Верещагино) проживают 56,46 % населения района.

### Национальный состав
Национальный состав населения района не отличается разнообразием. При этом наиболее представительной оказывается группа славянских народов (94,9 %), в том числе: русские (94,3 %), украинцы (0,4 %), белорусы (0,2 %). Второй по своему численному составу является группа финно-угорских национальностей (3,8 %): удмурты (2,7 %), коми-пермяки (1,1 %). Затем идут представители тюркской языковой группы — татары (0,6 %). Кроме перечисленных в районе проживают представители других национальностей: немцы, молдаване, армяне, карачаевцы и др.
Религия
В конфессиональном отношении абсолютное большинство населения принадлежит к православию, причем примерно треть придерживается старообрядчества.
Гендерный состав
Половозрастная структура населения характеризуется преобладанием женского населения (53,7 %) над мужским (46,3 %), которое более резко выражено в сельской местности (59 % — женщин, 41 % — мужчин), нежели среди горожан (соответственно, 54 % и 46 %). Преобладает трудоспособное население (52,2 %) над нетрудоспособным, которое в свою очередь представлено населением в возрастах моложе (29,8 %) и старше трудоспособного (17,9 %). Однако для сельских жителей соотношение трудоспособного и нетрудоспособного населения иное и отличается преобладанием последнего. Средний возраст населения района — 32,5 года (на селе — 31 год), при этом мужчины района в среднем значительно моложе женщин (соответственно 29,0 и 35,4 лет).

### Занятость
На долю занятых в промышленности приходится 20,5 % (4,5 тыс.чел.), сельском хозяйстве — 24,5 % (5,3 тыс.чел.), на транспорте и в связи работает 8,7 % занятых Верещагинского района (1,9 тыс.чел.), в торговле и общепите — 8,8 % (2,0 тыс.чел.), в бытовом обслуживании и жилищно-коммунальном хозяйстве — 2,3 % (0,5 тыс.чел.), в просвещении и культуре — 6,2 % (1,4 тыс.чел.), в здравоохранении 3,9 % (0,9 тыс.чел.). Таким образом, структура занятости населения района отличается той же непропорциональностью, которая характерна для всего народного хозяйства страны и области. Для неё присуще резкое преобладание занятых в сфере материального производства (45 %), значительное отставание доли занятых в сфере обслуживания и ЖКХ, дефицит работников здравоохранения и просвещения.

## Муниципальное устройство
В рамках организации местного самоуправления в границах района образован Верещагинский муниципальный округ. 

Первоначально, в 2004—2019 годах, был Верещагинский муниципальный район, в состав которого выходили 7 муниципальных образований: 1 городское и 6 сельских поселений. В 2019 году муниципальный район и все входившие в него поселения были объединены в единое муниципальное образование — Верещагинский городской округ. С 1 января 2025 года городской округ был преобразован в муниципальный.
| № | Наименование                      | Административный центр | Количество населённых пунктов | Население (чел.) |
| - | --------------------------------- | ---------------------- | ----------------------------- | ---------------- |
| 1 | Верещагинское городское поселение | город Верещагино       | 11                            | ↘22 848          |
| 2 | Бородульское сельское поселение   | деревня Бородули       | 18                            | ↘1070            |
| 3 | Вознесенское сельское поселение   | село Вознесенское      | 21                            | ↘3049            |
| 4 | Зюкайское сельское поселение      | посёлок Зюкайка        | 9                             | ↘4706            |
| 5 | Нижнегалинское сельское поселение | деревня Нижнее Галино  | 30                            | ↘1524            |
| 6 | Путинское сельское поселение      | село Путино            | 30                            | ↘2722            |
| 7 | Сепычевское сельское поселение    | село Сепыч             | 42                            | ↘3261            |

## Населённые пункты
В Верещагинском районе 161 населённый пункт:1 город и 160 сельских населённых пунктов.
| №   | Населённый пункт | Тип              | Население | Бывшее поселение                  |
| --- | ---------------- | ---------------- | --------- | --------------------------------- |
| 1   | Верещагино       | город            | ↘22 077   | Верещагинское городское поселение |
| 2   | Агеево           | деревня          | 6         | Путинское сельское поселение      |
| 3   | Алешата          | деревня          | 44        | Нижнегалинское сельское поселение |
| 4   | Андрияново       | деревня          | 64        | Сепычевское сельское поселение    |
| 5   | Андроновка       | деревня          | 53        | Путинское сельское поселение      |
| 6   | Андронята        | деревня          | 29        | Сепычевское сельское поселение    |
| 7   | Аникино          | деревня          | 145       | Вознесенское сельское поселение   |
| 8   | Артошичи         | деревня          | 85        | Сепычевское сельское поселение    |
| 9   | Баранники        | деревня          | 30        | Нижнегалинское сельское поселение |
| 10  | Беляевка         | деревня          | 131       | Нижнегалинское сельское поселение |
| 11  | Бородули         | деревня          | 476       | Бородульское сельское поселение   |
| 12  | Бородулино       | посёлок          | 1068      | Путинское сельское поселение      |
| 13  | Борщовцы         | деревня          | 68        | Верещагинское городское поселение |
| 14  | Бузынята         | деревня          | 6         | Бородульское сельское поселение   |
| 15  | Васенки          | деревня          | 16        | Сепычевское сельское поселение    |
| 16  | Веденичи         | деревня          | 5         | Нижнегалинское сельское поселение |
| 17  | Верх-Лысьва      | посёлок          | ↘154      | Сепычевское сельское поселение    |
| 18  | Верхнее Мальцево | деревня          | 17        | Сепычевское сельское поселение    |
| 19  | Верхние Хомяки   | деревня          | 0         | Верещагинское городское поселение |
| 20  | Верхние Шабуры   | деревня          | 76        | Нижнегалинское сельское поселение |
| 21  | Верхняя Ознобиха | деревня          | 0         | Сепычевское сельское поселение    |
| 22  | Веселково        | деревня          | 58        | Нижнегалинское сельское поселение |
| 23  | Вознесенское     | село             | ↘1681     | Вознесенское сельское поселение   |
| 24  | Волеги           | деревня          | 48        | Путинское сельское поселение      |
| 25  | Волегово         | посёлок разъезда | 11        | Путинское сельское поселение      |
| 26  | Гаврюхино        | деревня          | 21        | Зюкайское сельское поселение      |
| 27  | Ганичи           | деревня          | 6         | Вознесенское сельское поселение   |
| 28  | Гаревка          | деревня          | 79        | Вознесенское сельское поселение   |
| 29  | Горынцы          | деревня          | 0         | Вознесенское сельское поселение   |
| 30  | Гудыри           | деревня          | 138       | Бородульское сельское поселение   |
| 31  | Демино           | деревня          | 157       | Сепычевское сельское поселение    |
| 32  | Денисовка        | деревня          | 16        | Путинское сельское поселение      |
| 33  | Денисята         | деревня          | 0         | Сепычевское сельское поселение    |
| 34  | Дурово           | деревня          | 44        | Зюкайское сельское поселение      |
| 35  | Евсино           | деревня          | 6         | Вознесенское сельское поселение   |
| 36  | Егорово          | деревня          | 111       | Сепычевское сельское поселение    |
| 37  | Егоршата         | деревня          | 29        | Вознесенское сельское поселение   |
| 38  | Еловики          | деревня          | 90        | Вознесенское сельское поселение   |
| 39  | Елохи            | деревня          | 241       | Нижнегалинское сельское поселение |
| 40  | Енино            | деревня          | 18        | Сепычевское сельское поселение    |
| 41  | Ефимково         | деревня          | 0         | Сепычевское сельское поселение    |
| 42  | Ефимовка         | деревня          | 9         | Нижнегалинское сельское поселение |
| 43  | Жигали           | деревня          | 33        | Сепычевское сельское поселение    |
| 44  | Зайцы            | деревня          | 56        | Верещагинское городское поселение |
| 45  | Заполье          | деревня          | 87        | Путинское сельское поселение      |
| 46  | Заполье          | деревня          | 239       | Сепычевское сельское поселение    |
| 47  | Зарич            | деревня          | 22        | Нижнегалинское сельское поселение |
| 48  | Захарята         | деревня          | 169       | Зюкайское сельское поселение      |
| 49  | Зюкай            | посёлок разъезда | 57        | Вознесенское сельское поселение   |
| 50  | Зюкайка          | посёлок          | ↘3603     | Зюкайское сельское поселение      |
| 51  | Ивашково         | деревня          | 80        | Сепычевское сельское поселение    |
| 52  | Казарма 1283 км  | нп               | 5         | Путинское сельское поселение      |
| 53  | Казарма 1291 км  | нп               | 0         | Путинское сельское поселение      |
| 54  | Казарма 1292 км  | нп               | 2         | Путинское сельское поселение      |
| 55  | Казарма 1293 км  | нп               | 4         | Путинское сельское поселение      |
| 56  | Казарма 1308 км  | нп               | 26        | Верещагинское городское поселение |
| 57  | Казарма 1309 км  | нп               | 2         | Верещагинское городское поселение |
| 58  | Казарма 1312 км  | нп               | 0         | Верещагинское городское поселение |
| 59  | Калиничи         | деревня          | 33        | Путинское сельское поселение      |
| 60  | Каменка          | деревня          | 186       | Вознесенское сельское поселение   |
| 61  | Карагайцы        | деревня          | 37        | Нижнегалинское сельское поселение |
| 62  | Карагайцы        | деревня          | 43        | Нижнегалинское сельское поселение |
| 63  | Катаево          | деревня          | 58        | Путинское сельское поселение      |
| 64  | Кирпичики        | деревня          | 18        | Вознесенское сельское поселение   |
| 65  | Ключи            | деревня          | 8         | Бородульское сельское поселение   |
| 66  | Ключи            | деревня          | 100       | Путинское сельское поселение      |
| 67  | Кожевники        | деревня          | 41        | Бородульское сельское поселение   |
| 68  | Комары           | деревня          | 287       | Нижнегалинское сельское поселение |
| 69  | Кононово         | деревня          | 0         | Вознесенское сельское поселение   |
| 70  | Коротаево        | деревня          | 29        | Нижнегалинское сельское поселение |
| 71  | Кочни            | деревня          | 1         | Вознесенское сельское поселение   |
| 72  | Кривчана         | деревня          | 210       | Сепычевское сельское поселение    |
| 73  | Крутики          | деревня          | 21        | Бородульское сельское поселение   |
| 74  | Кузнецово        | деревня          | 48        | Путинское сельское поселение      |
| 75  | Кузьминка        | деревня          | 7         | Зюкайское сельское поселение      |
| 76  | Кукетский        | посёлок разъезда | 579       | Зюкайское сельское поселение      |
| 77  | Кукеты           | деревня          | 279       | Бородульское сельское поселение   |
| 78  | Кукушки          | деревня          | 18        | Нижнегалинское сельское поселение |
| 79  | Кунгур           | деревня          | 3         | Бородульское сельское поселение   |
| 80  | Купцы            | деревня          | 24        | Нижнегалинское сельское поселение |
| 81  | Лазарево         | деревня          | 7         | Путинское сельское поселение      |
| 82  | Левино           | деревня          | 6         | Нижнегалинское сельское поселение |
| 83  | Ленино           | посёлок          | 519       | Вознесенское сельское поселение   |
| 84  | Леушканово       | деревня          | 120       | Путинское сельское поселение      |
| 85  | Логиново         | деревня          | 37        | Верещагинское городское поселение |
| 86  | Лукино           | деревня          | 26        | Путинское сельское поселение      |
| 87  | Лучники          | деревня          | 6         | Нижнегалинское сельское поселение |
| 88  | Мальги           | деревня          | 5         | Нижнегалинское сельское поселение |
| 89  | Мальковка        | деревня          | 45        | Сепычевское сельское поселение    |
| 90  | Мартелы          | деревня          | 3         | Путинское сельское поселение      |
| 91  | Меньшиков        | хутор            | 4         | Сепычевское сельское поселение    |
| 92  | Минино           | деревня          | 19        | Путинское сельское поселение      |
| 93  | Мишино           | деревня          | 8         | Сепычевское сельское поселение    |
| 94  | Мосино           | деревня          | 8         | Нижнегалинское сельское поселение |
| 95  | Москвята         | деревня          | 11        | Бородульское сельское поселение   |
| 96  | Моши             | деревня          | 4         | Сепычевское сельское поселение    |
| 97  | Нежданово        | деревня          | 29        | Вознесенское сельское поселение   |
| 98  | Нижнее Галино    | деревня          | 413       | Нижнегалинское сельское поселение |
| 99  | Нижнее Мальцево  | деревня          | 6         | Сепычевское сельское поселение    |
| 100 | Нижние Гаревские | деревня          | 16        | Путинское сельское поселение      |
| 101 | Нижние Хомяки    | деревня          | 5         | Верещагинское городское поселение |
| 102 | Нижние Шабуры    | деревня          | 20        | Нижнегалинское сельское поселение |
| 103 | Никитята         | деревня          | 0         | Нижнегалинское сельское поселение |
| 104 | Никишата         | деревня          | 61        | Сепычевское сельское поселение    |
| 105 | Нифонята         | деревня          | 53        | Сепычевское сельское поселение    |
| 106 | Носята           | деревня          | 73        | Сепычевское сельское поселение    |
| 107 | Овчинники        | деревня          | 4         | Нижнегалинское сельское поселение |
| 108 | Ощепково         | деревня          | 37        | Бородульское сельское поселение   |
| 109 | Павличата        | деревня          | 0         | Сепычевское сельское поселение    |
| 110 | Паклино          | деревня          | 35        | Сепычевское сельское поселение    |
| 111 | Пальмино         | деревня          | 23        | Нижнегалинское сельское поселение |
| 112 | Панюши           | деревня          | 6         | Вознесенское сельское поселение   |
| 113 | Пелени           | деревня          | 5         | Вознесенское сельское поселение   |
| 114 | Первомайка       | деревня          | 116       | Вознесенское сельское поселение   |
| 115 | Посад            | деревня          | 45        | Путинское сельское поселение      |
| 116 | Потаповка        | деревня          | 43        | Нижнегалинское сельское поселение |
| 117 | Прохорята        | деревня          | 3         | Сепычевское сельское поселение    |
| 118 | Путино           | посёлок разъезда | 3         | Путинское сельское поселение      |
| 119 | Путино           | село             | ↗1012     | Путинское сельское поселение      |
| 120 | Пьянково         | деревня          | 29        | Путинское сельское поселение      |
| 121 | Реуны            | деревня          | 0         | Нижнегалинское сельское поселение |
| 122 | Ровный           | хутор            | 3         | Бородульское сельское поселение   |
| 123 | Рябины           | деревня          | 647       | Верещагинское городское поселение |
| 124 | Савенки          | деревня          | 14        | Сепычевское сельское поселение    |
| 125 | Салтыково        | деревня          | 110       | Зюкайское сельское поселение      |
| 126 | Сарапулка        | деревня          | 58        | Вознесенское сельское поселение   |
| 127 | Сарачи           | деревня          | 11        | Зюкайское сельское поселение      |
| 128 | Сенькино         | деревня          | 6         | Вознесенское сельское поселение   |
| 129 | Сепыч            | село             | ↘1205     | Сепычевское сельское поселение    |
| 130 | Сергеевка        | деревня          | 39        | Сепычевское сельское поселение    |
| 131 | Сивково          | деревня          | 22        | Зюкайское сельское поселение      |
| 132 | Сидорята         | деревня          | 87        | Путинское сельское поселение      |
| 133 | Симонята         | деревня          | 0         | Путинское сельское поселение      |
| 134 | Соболята         | деревня          | 146       | Бородульское сельское поселение   |
| 135 | Соколово         | деревня          | 673       | Сепычевское сельское поселение    |
| 136 | Сороки           | деревня          | 0         | Бородульское сельское поселение   |
| 137 | Спирята          | деревня          | 5         | Сепычевское сельское поселение    |
| 138 | Старая Мельница  | деревня          | 0         | Сепычевское сельское поселение    |
| 139 | Старый Посад     | деревня          | 79        | Вознесенское сельское поселение   |
| 140 | Степанята        | деревня          | 2         | Сепычевское сельское поселение    |
| 141 | Стрижи           | деревня          | 20        | Бородульское сельское поселение   |
| 142 | Субботники       | посёлок          | 400       | Верещагинское городское поселение |
| 143 | Терешата         | деревня          | 3         | Сепычевское сельское поселение    |
| 144 | Толковята        | деревня          | 40        | Бородульское сельское поселение   |
| 145 | Трошино          | деревня          | 16        | Сепычевское сельское поселение    |
| 146 | Тюриково         | деревня          | 170       | Бородульское сельское поселение   |
| 147 | Углево           | деревня          | 25        | Нижнегалинское сельское поселение |
| 148 | Усть-Сепыч       | деревня          | 16        | Нижнегалинское сельское поселение |
| 149 | Федосята         | деревня          | 0         | Сепычевское сельское поселение    |
| 150 | Федяшино         | деревня          | 106       | Путинское сельское поселение      |
| 151 | Хрены            | деревня          | 78        | Нижнегалинское сельское поселение |
| 152 | Чащино           | деревня          | 0         | Бородульское сельское поселение   |
| 153 | Черепаново       | деревня          | 8         | Путинское сельское поселение      |
| 154 | Черномясово      | деревня          | 22        | Нижнегалинское сельское поселение |
| 155 | Черствые         | деревня          | 7         | Сепычевское сельское поселение    |
| 156 | Шаврино          | деревня          | 11        | Путинское сельское поселение      |
| 157 | Шатрово          | деревня          | 1         | Сепычевское сельское поселение    |
| 158 | Шатры            | деревня          | 11        | Сепычевское сельское поселение    |
| 159 | Шипичата         | деревня          | 13        | Сепычевское сельское поселение    |
| 160 | Шулаи            | деревня          | 2         | Сепычевское сельское поселение    |
| 161 | Щетины           | деревня          | 3         | Бородульское сельское поселение   |

Упразднённые населённые пункты
- 2001 год — посёлок разъезда Шныры; деревня Горошницы включена в состав Верещагино[24].
- 2005 год — деревни Верхние Гаревские, Толпыши, Ерши, Захары, Ведерники и Аксёны[25].

- 2009 год — деревни Петухи (Нижнегалинское сельское поселение) и Садково; населённый пункт Казарма 1298 км (Путинское сельское поселение)[26].

- 2011 год — деревни Власово и Голованово Путинского сельского поселения; деревни Красноселье и Мухино упразднены как фактически слившиеся путём присоединения к деревне Ивашково Сепычевского сельского поселения[27].

По состоянию на 1 января 1981 года на территории Верещагинского района было 254 населённых пункта: город Верещагино, рабочий посёлок Зюкайка и 252 сельских населённых пункта. В 1998 году Зюкайка преобразована в сельский населённый пункт (посёлок).

## Экономика
В структуре ВНП района промышленности принадлежит 44,3 % объёма, сельскому хозяйству — 28,4 %, прочим отраслям материального производства — 19,1 %, непроизводственной сфере — 8,2 %. На долю машиностроения приходится 52,1 % основных фондов, топливной промышленности — 39,8 %. Эти отрасли производят, соответственно, 35,2 и 53,7 % валовой продукции. Более половины занятых приходится на машиностроение района (32,3 %) и его лёгкую промышленность (27,7 %). Промышленность представлена разнообразными предприятиями: заводом пластмассовых изделий (клей резиновый, замазка «Карболат», средство «Полироль», мебель, изделия из пластмасс), заводом по ремонту путевых машин (ремонт путевых машин, ТНП, запчасти), Зюкайским авторемонтным заводом, одной из крупнейших в области трикотажной фабрикой «Ветр». Большую роль играют предприятия, перерабатывающие сельскохозяйственное сырье: молококомбинат, крупный убойный пункт с перерабатывающими мощностями, Бородулинский элеватор. Имеется широкий набор предприятий и организаций, связанных с обслуживанием сельского хозяйства, транспорта (передвижные механизированные колонны, автоколонны, дорожно-строительные организации, мелиоративные и другие агросервисные предприятия).
Сельское хозяйство имеет мясо-молочно-зерновое направление. Выращивается птица, производится яйцо (птицесовхоз). В районе начался процесс структурной перестройки народного хозяйства. Создаются новые формы собственности и хозяйствования в разных сферах экономики. Для повышения социально-экономического развития района требуется всемерная поддержка сельского хозяйства, рыночных структур, содействие предпринимательству и инициативе трудовых коллективов предприятий, организаций, населения.

## Экология
Экологическая обстановка вызывает тревогу, так как в результате загрязнения подземных вод часть источников питьевой воды района — колодцы, родники, а также скважины ряда населённых пунктов совхозов «Верещагинский» и «Стрижевский» непригодны для использования. На каждого жителя района в год приходится по одной тонне вредных выбросов в атмосферу, а в городе — почти две. В посёлке Северный и центральной части Верещагино запылённость и загазованность в 2-3 раза превышают допустимые нормы. Наибольший вред окружающей среде наносят трикотажная фабрика, ПРМЗ, комбинат хлебопродуктов, Верещагинский ремзавод и совхоз «Первомайский». В течение 1991 года в атмосферу было выброшено более 40 тыс. т загрязняющих веществ, сброшено в водоёмы более 4,8 млн м³ загрязнённых сточных вод, из них около 1,5 млн м³ без какой-либо очистки. Ежегодно образуется более 250 тыс. т бытовых и производственных отходов, функционирует 5 бытовых свалок, из которых ни одна не отвечает санитарным требованиям.